# 간세이 지진

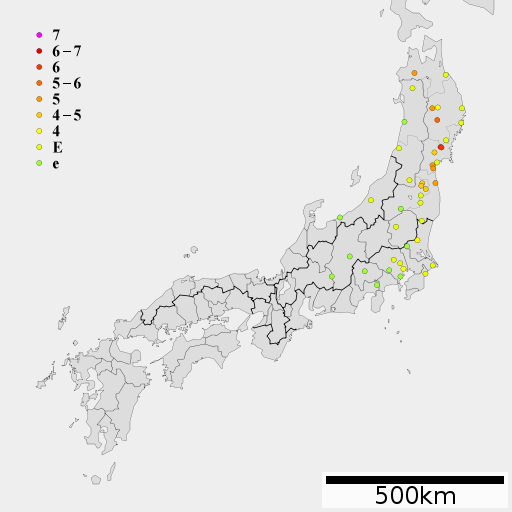
간세이 지진의 진도 분포

간세이 지진(일본어: 寛政地震)은 에도 시대 중기의 1793년 2월 17일에 센다이 앞바다에서 발생한 지진이다.  규모는 약 M8.2 (M8.0~8.4). 센다이번에서 사망자 12명. 다른 진원역과 연동된 지진이다.

## 참고 문헌
- 国立天文台 『理科年表 令和3年』 丸善 P.786 ISBN 978-4-621-30560-7